# Gavignano, Francija
Gavignano (korziško Gavignanu) je naselje in občina v francoskem departmaju Haute-Corse regije - otoka Korzika. Leta 1999 je naselje imelo 55 prebivalcev.

## Geografija
Kraj leži v severno-osrednjem delu otoka Korzike ob meji z naravnim regijskim parkom Korziko, 60 km jugozahodno od središča Bastie.

## Uprava
Občina Gavignano skupaj s sosednjimi občinami Asco, Bisinchi, Castello-di-Rostino, Castifao, Castineta, Moltifao, Morosaglia, Saliceto in Valle-di-Rostino sestavlja kanton Castifao-Morosaglia s sedežem v Morosaglii. Kanton je sestavni del okrožja Corte.